# Željin
Le mont Željin (en serbe cyrillique : Жељин) est une montagne du centre-sud de la Serbie. Il s'élève à une altitude de 1 785 m. Il est situé au centre-sud du pays.